# 都昌县
都昌县是中国江西省九江市下辖的一个县，毗邻彭泽县与湖口县，居南昌、九江 、景德鎮“金三角”中心地帶，南聯五水，北通長江，杭瑞高速和九景衢鐵路、都九高速交匯境內。

## 简介
西汉时，置鄡阳县。唐武德五年置县都昌，距今已有1370余年，历史悠久，人文荟萃。宋代诗人苏东坡游南山曾写下“鄱阳湖上都昌县，灯火楼台一万家，水隔南山人不渡，东风吹老碧桃花”的诗句。著名南宋爱国丞相江万里系都昌人，故乡至今还保存着有关他的文物古迹。都昌面对庐山，境内有南山、老爷庙等风景点。
鄡阳之名源于人事。鄡音同枭，代表古代极刑，即斩首并悬挂。淮南王黥布在此被杀，黥布曾随项羽攻秦，后叛楚归汉，后因叛变被刘邦所杀。当时此地尚未设县，属番阳县管辖。汉将于高祖十二年灭黥布后，从鄱阳和彭泽划出部分土地设县，以志其事，名为鄡阳。此为鄡阳古县设立的经过和名称由来。

## 历史沿革

### 秦朝前
- 夏、商、周为古扬州域，春秋战国为楚、吴地，属番邑。[3]:1

### 秦朝
- 秦始皇二十六年(前221年),分天下为三十六郡，置番县，隶九江郡。[3]:1
- 秦始皇二十八年（前219年），因秦軍大規模南下，準備與百越作戰，因此分九江郡江南一帶設置廬江郡。番县属之。[4][5]

### 汉朝
- 汉高祖元年(前206年),番县隶九江国九江郡。
- 四年(前203年),隶淮南国。
- 六年(前201年)析番县地鄡阳县，治所四望山(即今周溪镇泗山村境内的鄡阳城遗址),隶淮南国豫章郡。
- 文帝前元六年(前174年)隶淮南郡。
- 十二年(前168年)，复隶淮南国。
- 武帝元朔六年(前123年),隶九江郡。
- 平帝元始元年(1年),隶扬州刺史部豫章郡。
- 兴平二年(195年),孙权分豫章置庐陵郡。
- 建安十五年(210年)又分豫章置鄱阳郡，鄡阳县隶鄱阳郡。[3]:1

### 孙吴
- 三国时期本县属孙吴扬州鄱阳郡

### 晋朝
- 晋武帝太康十年(289年),隶扬州鄱阳郡。
- 惠帝元康元年(291年),割荆、扬二州地置江州，鄡阳县隶江州鄱阳郡。
- 永安元年(304年),改隶江州寻阳郡。[3]:1

### 南北朝
- 南朝宋永初二年(421年),因彭蠡湖盆地发生多次沉降运动湖水南侵，鄡阳县地大部分沦入湖中。鄡阳县撤销，境域入彭泽县，隶江州。
- 齐永明元年(483年)复隶江州寻阳郡。
- 梁天监元年(502年),隶江州太原郡。
- 陈永定元年(557年)改隶江州豫章郡。
- 天嘉元年(560年),复隶江州寻阳郡。[3]:1

### 隋朝
- 隋开皇三年(583 年),陈置郡县废，彭泽县易名龙城县,隶江州。
- 十八年(598年),龙城复名彭泽。
- 大业三年(607年),州废，隶九江郡。[3]:1

### 唐朝
- 唐高祖武德五年(622年)安抚使李大亮谓土地之饶，井户之阜，水陆之阻碍，遂割鄱阳县雁子桥之南境及彭泽县境置都昌县。因地有都村，南接南昌，西望建昌，故名。设临时治所于王市(今蔡岭镇北炎洞门口),隶江南道都督府浩州。
- 玄宗开元二十一年(733 年),隶江南西道江州。
- 代宗大历元年(766 年),隶江南道饶州
- 大历年间(766-779 年),治所徙迁彭蠡湖东即今治地。[3]:1

### 五代十国
- 五代南唐，隶建康军饶州。[3]:1

### 宋朝
- 宋开宝八年(975 年),隶江东路建康军饶州。
- 太平兴国七年(982 年),隶江东路饶州。
- 天禧四年(1020年),隶江南东路
- 南康军建炎四年(1130 年),隶江南路南康军。
- 绍兴元年(1131年),隶江南西路南康军[3]:1

### 元朝
- 元至元元年(1264 年),隶扬州行省江西元帅府南康军。
- 十四年(1277 年),隶江准行省江西道南康路。
- 二十三年(1288 年),隶江西行省南康路。
- 至正二十一年(1361 年),隶江西行省西宁路。
- 二十二年(1362 年),隶江西行省南康府。[3]:1

### 明朝
- 明洪武九年(1376 年),革行省置江西承宣布政使司，领十三府分五道，隶九江道南康府。[3]:1

### 清朝
- 清顺治二年(1645 年),江西承宣布政使司改称江西省,隶江西省九江道南康府。
- 康熙九年(1670年),隶饶九南道南康府。
- 雍正九年(1731年)隶广饶九南兵备道南康府。[3]:1

### 民国
- 民国初年，废府制。
- 民国3年(1914年)隶江西省浔阳道。
- 民国 15 年，废道，隶省直辖。
- 民国 21年,省下设 13 个行政区,隶第二行政区。
- 民国24年,全省为8个行政区，隶第五行政区。
- 民国 28 年全省改11行政区，
- 民国31年又改划9行政区,都昌均仍隶第五行政区。
- 民国38年5月12日,都昌县解放,隶江西省都阳专区。7月,改隶九江专区。[3]:1

### 新中国
- 1950 年隶中南行政区江西省九江专区。
- 1970 年，专区改称地区，仍隶九江地区。
- 1983 年,地市合并,隶九江市。[3]:1

## 行政区划
都昌县下辖12个镇、12个乡：
都昌镇、周溪镇、三汊港镇、中馆镇、大沙镇、万户镇、南峰镇、土塘镇、大港镇、蔡岭镇、徐埠镇、左里镇、和合乡、阳峰乡、西源乡、芗溪乡、狮山乡、鸣山乡、春桥乡、苏山乡、多宝乡、汪墩乡、北山乡、大树乡、江西省对外经济技术合作蔡岭示范区和都昌县良种场。

### 县治变迁
六年(前201年)置鄡阳县，治所四望山(即今周溪镇泗山村境内的鄡阳城遗址),隶淮南国豫章郡。
唐武德五年(622年)置都昌县,初治王市(今蔡岭镇北炎洞门口)，大历年间(766-779 年)始迁今址即彭蠡湖东岸。
都昌镇地理位置在唐朝以前是鄱阳湖畔的一个小渔村，称都村。唐大历年间（766-779）县治从今蔡岭镇洞门王街市迁来后，逐渐发展成小集镇，称古南镇。后因都昌县而得名都昌镇。
都昌县城位于县境南端,濒临都阳湖。旧名城区镇、古南镇，异名都村，具1300多年历史。明嘉靖年间始建城垣，崇被年间扩大规模，清代几经修茸。建国后城区扩大,城垣拆除。明清时城内置5坊，民国时期属城区镇，设5保。建国后隶城关镇、都昌镇人民公社、都昌镇。都昌镇是党政军机关所在地，为全县经济、政治、文化中心。
公元1868年(清穆宗同治七年)都昌县图 （页面存档备份，存于）

## 人口
2020年末，都昌縣總户數245674户，總人口806677人，總人口中，按性別分，男性425819人，女性380858人。

## 教育
初级中学

北炎中学||北炎乡/蔡岭镇 

| 学校                           | 所在地           |
| ------------------------------ | ---------------- |
| 土塘中学                       | 土塘镇           |
| 化民中学                       | 土塘镇           |
| 杭桥中学                       | 土塘镇           |
| 鸣山中学                       | 鸣山乡           |
| 万户中学                       | 万户镇           |
| 狮山中学                       | 狮山镇           |
| 大港中学                       | 大港镇           |
| 东湖中学                       | 都昌镇(县城辖区) |
| 白洋中学                       | 都昌镇(县城辖区) |
| 春桥中学                       | 春桥乡           |
| 徐埠中学                       | 徐埠镇           |
| 苏山中学                       | 苏山乡           |
| 苏山二中                       | 苏山乡           |
| 和合中学                       | 和合镇           |
| 左里中学                       | 左里镇           |
| 左里二中                       | 盐田乡           |
| 盐田中学                       | 盐田乡           |
| 汪墩中学                       | 汪墩乡           |
| 汪墩二中                       | 汪墩乡           |
| 北山中学                       | 北山乡           |
| 大沙中学                       | 大沙镇           |
| 大树中学                       | 大树镇           |
| 大树二中                       | 大树镇           |
| 多宝中学                       | 多宝乡           |
| 西源中学                       | 西源乡           |
| 芗溪中学                       | 芗溪乡           |
| 阳峰中学                       | 阳峰乡           |
| 中馆中学                       | 中馆镇           |
| 周溪中学                       | 周溪镇           |
| 以上数据可能不全面，仅供参考。 | 周溪镇           |

高级中学
| 学校                           | 所在地           |
| ------------------------------ | ---------------- |
| 都昌一中                       | 都昌镇(县城辖区) |
| 都昌二中                       | 都昌镇(县城辖区) |
| 都昌三中                       | 都昌镇(县城辖区) |
| 都昌四中                       | 都昌镇(县城辖区) |
| 慈济中学                       | 蔡岭镇           |
| 三汊港中学                     | 三汊港镇         |
| 新妙湖中学                     | 苏山乡           |
| 以上数据可能不全面，仅供参考。 |                  |

## 交通
汽车站
- 都昌汽车站
- 都昌汽车总站

公路
- 都蔡公路
- 都中公路

高速公路
- 杭瑞高速(九江-景德镇)
- 都九高速(在建)

铁路
- 衢九铁路

## 农业
以棉花、粮食、油菜、芝麻、大豆为主。 

## 矿产
硅砂、陶土、花岗岩、钼、钨、锗等矿产。

## 工业发展
造船、型砂、机械、电机、造纸、皮革、纺织、陶瓷、矿泉水、饲料、竹凉席、珍珠。

## 旅游景点
- 南山（4A级风景区）
- 鄱阳湖
- 老爷庙